# Французько-сербські відносини
Французько-сербські відносини — це зовнішні відносини між Францією та Сербією. Обидві країни встановили дипломатичні відносини 18 січня 1879 між Третьою республікою Франції та Королівством Сербією.  Обидві країни є членами Організації Об'єднаних Націй (ООН), Ради Європи, Партнерства заради миру та Організації з безпеки та співробітництва в Європі (ОБСЄ). Після короткого періоду розриву, спричиненого бомбардуванням Югославією в 1999 р. , Дипломатичні відносини Франції з Сербією (на той час Федеративна Республіка Югославія) були відновлені 16 листопада 2000. З 2006 Сербія є спостерігачем у Франкофонії.
У Франції проживає від 70 000 до 100 000 людей сербського походження.
Останній офіційний візит президента Франції до Сербії відбувся в липні 2019, коли глава Французької держави Еммануель Макрон вирушив до Сербії.

## Історія
У Сербії та Франції присутня історія щирих і благородних відносин. Вони серйозно похитнулися участю Франції у бомбардуванні НАТО Югославією та війною в Косові 1999 року, але, на щастя, стають кращими в 2000.
Найдавнішим задокументованим можливим контактом між двома сторонами був шлюб Стефана Уроша I Сербського та Олени Анжуйської. Перші важливі контакти французів та сербів відбулися лише в 19 столітті, коли французькі письменники-мандрівники вперше писали про цю балканську країну.  У 19 столітті, Караджордже Petrović, лідер сербської революції, направив лист Наполеону висловлюючи своє захоплення, в той час як в парламенті Франції, Віктор Гюго виступив з проханням Франції, щоб допомогти Сербії і захистити сербське населення від османських злочинів. Після цього відбувся стрімкий розвиток двосторонніх відносин, так що люди в Сербії побачили у «могутній Франції» нового нового друга, який міг би захистити їх від османів та Габсбургів.  Відносини Сербії та Франції продовжували поліпшуватися до Першої світової війни, коли «спільна боротьба» проти спільного ворога досягла свого апогею. До війни Франція завоювала симпатію сербського населення, будуючи залізниці, відкриваючи французькі школи, консульство та французький банк. Кілька сербських королів цього періоду навчалися в університетах Парижа, а також значна частина майбутніх дипломатів. Серби здобули почуття франкофіла, оскільки всі ці дії віддалили їх від Османської та Габсбурзької імперій.  Сербсько-французький союз до 1914 р. Навіть загрожував традиційній схильності до Росії. Велику гуманітарну та військову допомогу Франція надіслала Сербії під час Першої світової війни, включаючи допомогу в евакуації дітей, цивільних та військових наприкінці війни та підтримку заголовків французьких газет. Навіть сьогодні ці дії залишаються глибоко вбудованими у колективну свідомість великої кількості сербів.  У 1964 р. Соціалістична Федеративна Республіка Югославія та Франція підписали 6-річну двосторонню торговельну угоду, яка забезпечувала Югославії ті ж умови торгівлі, що Франція передбачалаКраїни- члени ОЕСР  сприяють подальшому розвитку відносин Югославії з Європейським економічним співтовариством.

## Косово
Коли Косово 17 лютого 2008 року проголосило незалежність від Сербії, Франція стала однією з перших країн, які офіційно оголосили про визнання суверенного Косово. Після доповіді Wikileaks Франція дала зрозуміти, що Сербія не може вступити до ЄС без визнання незалежності Косова.  Франція брала участь у бомбардуванні НАТО Югославією в 1999 році, в результаті якого Косово здійснювало адміністрацію ООН, а потім і незалежність. Франція в даний час 1368 військовослужбовців в Косово миротворців в НАТО під керівництвом Сили для Косово. Спочатку в СДК було 7000 французьких військ.

## Співпраця
З підписанням Угоди про правонаступництво міждержавних договорів 26 березня 2003 року процедура закріплення статусу договору між двома країнами завершена. Серед договорів найважливішими є:
- Угода про захист інвестицій (1974);
- Угода про уникнення подвійного оподаткування (1974);
- Конвенція про соціальне забезпечення (1950);
- Угода про культурне співробітництво (1964);
- Угода про автомобільний транспорт (1964).

У 2005 обсяг торгівлі між двома країнами становив 453 827 млн дол.  сербський та французький президенти Борис Тадіч та Ніколя Саркозі підписали в Парижі в квітні 2011 року політичну декларацію, яка мала на меті підтримку інтеграції Сербії в ЄС.

## Постійні дипломатичні представництва
- У Франції є посольство в Белграді.
- Сербія має посольство в Парижі з генеральним консульством у Страсбурзі.